# 반탁독립투쟁위원회
반탁독립투쟁위원회(反託獨立鬪爭委員會)는 1947년 1월 24일 한반도 신탁통치안의 반대를 위하여 김구를 비롯한 대한민국 임시정부 계열의 우익세력이 주도해 결성한 연대이다. 1947년부터 1948년까지 신탁 통치 반대 운동을 주도하였으며, 대한민국 정부 수립 후 1949년 12월 26일 법령 제55호 정당에 관한 규칙에 의해서 단체의 등록이 취소되었다. 약칭은 반탁투쟁위원회, 반탁투위, 반투위 등이다.

## 역사

### 결성 (1947)
1947년 1월 24일 오후 2시부터 반탁으로서 독립을 전취하려는 민족진영의 42개 단체에서는 경교장에 회합하여 반탁독립투쟁위원회를 정식 결성하고 부서와 위원을 다음과 같이 결정하였다.
- 위원장 김구, 부위원장 조소앙 김성수, 지도위원 조완구 명제세 이윤영 김준연 이종형(李鍾熒) 박용희(朴容羲) 허정 황애덕(1명 미정), 중앙집행위원 엄항섭 李義植 柳海根 金弘均 趙鍾九 朴瓚熙 趙憲泳 崔斗善 李宗鉉 朴鎭孝 李東旭 尹潽善 金良洙 姜仁澤 鮮于□ 金敎熙 辛日鎔 徐相天 朴允進 朴文 孫基葉 吳宗植 李軒求 錢鎭漢 安秉星 南相喆 馬□實 朴源植 李哲承 金善, 기타 미정 부서 總務 秘書 財務 動員 宣傳 情報 警護 婦女 靑年 學生 連絡 市民 商人 宗敎 勞動 農民 少年 文敎

1947년 1월 25일 오후에는 경교장에서 지도위원의 회합이 있으며 또 1월 26일 오후 2시부터는 동 위원회사무소(민통본부)에서 중앙집행위원회를 개최하고 부서와 실천위원을 선출한 후 금후의 일체 실천사항을 일임하였다.
1947년 1월 26일 오후 3시 경교장에서 반탁독립투쟁위원회는 제1회 중앙집행위원회를 개최하고 위선 이승만을 최고고문으로 추대하고 부위원장을 3인제로 하여 이에 조성환을 추가 추대할 것 등을 만장일치로 결의하고 토의사항에 들어가 재정대책 기타 동 회의 운영에 관한 문제를 토의결정한 후 실천위원 선거에 있어서 다음과 같은 각 부서 책임자를 선정하고 오후 6시 산회하였다. 이번 반탁운동은 과거의 자연발생적인 반탁운동과 성격을 달리하여 전 애국단체를 동 위원회의 회원격으로 산하에 규합하여 조직적인 반탁운동을 전개하는 동시에 부서에도 농민·시민·학생들의 부를 설치하여 광범한 민중운동을 추진시키며 특히 위원 등에 청년층을 기용하여 활발성을 띠운 강력한 반탁운동을 전개하리라 한다. 그리고 1월 27일 오전 10시에는 한국민주당 회의실에서 제1회 실천위원회를 개최하고 실천사항에 대하여 진지한 토의가 있었다 하며, 1월 29일 오후에는 제2회 중앙집행위원회를 개최하는 등 운동전개의 예비공작에 만반의 준비를 하고 있다고 한다.
- 秘書部 崔斗善, 總務部 朴允進, 宣傳部 梁又正, 連絡部 朴鍾孝, 勞動部 錢鎭漢, 靑年部 徐相天, 動員部 柳珍山, 警護部 吳正邦, 財務部 方應謨, 情報部 李雲, 婦女部 金□□, 少年部 嚴恒燮, 宗敎部 李圭彩, 農民部 李東旭, 學生部 李哲承, 文敎·市民·商工部 미정

### 주요 활동 (1947~1948)

#### 신탁 통치 반대 운동 (1947)
1947년 1월 29일 반탁독립투쟁위원회는 각 단체에 '반탁독립투쟁에 관한 건'이라는 제목의 서신을 발송하였다. 여기에는 "일부에서는 신탁을 반대하는 것이 독립을 지연시키고 민생문제의 해결을 지연시킨다고 오해하는 자가 있으나, 이것은 사리를 판단치 못하는 도배의 言說에 불과한 것이니 최근에 미국의 태평양기지 신탁관리안에 대하여 신탁이 즉 합병이라는 소련의 성명을 기억하지 아니하면 아니되겠고 과거 40년간 일본통치하에 있어서 어떠한 고통을 느꼈는 가를 회상하여 볼 필요가 있나이다. 우리 민족에게 완전한 독립주권이 있은 후에야 비로소 모든 문제가 해결될 것이니 4국의 신탁관리하에서 모든 활동에 각 방면으로 掣肘를 받게 되면 어찌 완전한 민생문제의 해결을 기대할 수가 있으리오. 요하건대 신탁통치는 우리의 반만년 민족정신을 말살하고 우리의 주권을 무시할 뿐더러 우리 3천만 동포를 장기의 노예로 화하는 것이니 우리는 거족적으로 일치단결하여 단호히 배격하지 않으면 아니될 것이외다"라는 내용과 함께 다음과 같은 각 단체에 대한 요청사항이 적혀 있다.
- 1) 강연회 좌담회 연극 라디오방송 문서 기타 각종 방법으로 신탁통치 절대반대의 의사를 국내외에 高調 宣揚할 것[5]
- 2) 3·1절 기념행사를 계기로 하여 반탁주간을 특설하여 더욱 이를 철저히 전개할 것[5]
- 3) 가가호호에 立春祝처럼 ‘절대반탁 자주독립’의 표어를 첨부케 할 것[5]
- 4) 이 운동은 3천만 민중의 반탁총의를 표현함을 위주하는 것이오 결코 타의가 있는 것이 아니니 어디까지든지 공명정대하게 질서정연하게 우리의 태도를 표명할 것이오 무질서하고 난폭한 행동에 出하여 우리의 진의를 오해케 하는 일이 없게 하고 우리의 운동을 반대하는 자들에게 중상 모략 선전의 기록을 주지 말 것, 5) 이 운동은 일시적 행사에 그치게 하지 말고 우리의 목적을 달성할 것을 꾸준히 진행할 것[5]

1947년 2월 4일 반탁독립투쟁위원회 대표 조소앙·이윤영·李雲 3인은 2월 3일 오후 2시 반에 하지 중장을 방문하고 약 2시간 동안 요담한 바 있었는데 그 내용은 반탁운동의 필요성과 금차의 운동 및 조직이 결코 반미 반연합기관인 것이 아니고 우리 민족의 정당한 의사 발표기관이라는 것을 주지시키기 위한 것이라고 하였다.
1947년 2월 4일 반탁독립투쟁위원회 위원장 김구는 '반탁독립투쟁위원회는 한국의 신탁통치를 구체적으로 반대하기 위하여 각 정당 및 사회단체가 투쟁방침을 통일하고 투쟁역량을 집결하기 위하여 조직한 것이니 각 지방의 정당 급 단체는 국민운동의 핵심체인 大韓獨立促成國民會의 지부를 중심으로 하여 역량을 집결하고 명령에 의하여 운동을 추진할 것'이라는 담화를 발표하였다.
1947년 2월 6일 반탁독립투쟁위원회는 다음과 같은 내용의 전문을 미·중·소·영·불 각 국 元帥와 外相 및 맥아더 元帥에게 타전하였다. "우리는 한국 3천만 민족을 대표하여 모스크바 삼상회의에서 논의된 신탁통치조항을 절대로 반대하고 카이로 선언 및 포츠담 회담에서 공약된 한국의 자주독립을 즉시 실현하기 요망한다."
1947년 2월 8일 반탁독립투쟁위원회 위원장 김구는 독립운동최고기관 설치 성명서를 발표하였다.
1947년 2월 10일 반탁독립투쟁위원회 위원장 김구는 '1) 독립진영의 재편성, 2) 좌우합작위원회, 3) 신탁, 4) 38선, 5) 국제관계' 등 국내외 제반문제에 관해 성명을 발표하였다.
1947년 2월 12일 반탁독립투쟁위원회는 브라운 소장의 제1차 성명에 대해 다음과 같은 담화를 발표하였다. "1) 브라운씨는 소위 제1차 성명에서 탁치는 명확히 규정된 것이 아니고 따라서 공위와 조선대표가 협의하여 그 구체안을 작성하기 전에 누구나 그 내용을 알 길이 없는 것이라는 언사를 술하였다. 우리는 그 협의에서 탁치의 가부를 결정할 권리가 없는 이상 탁치의 내용인 母體案 卽 탁치의 방법론을 알려고 하는 것도 아니요 알 필요도 없다. 1) 반탁운동은 임정수립을 지연시켰다고 하였으나 조선민족은 찬탁 괴뢰임정은 원하지 않는다. 1) 조선 독립을 완수할 방법은 모스크바협정 외에 아무 기관도 없다고 하였다. 그러나 우리는 모스크바협정에 의한 찬탁독립은 결코 진정 조선의 독립이 아니라는 것을 알므로 死로써 항쟁할 방법이 남아 있을 뿐이다."
1947년 2월 14일 오후 1시 반 경운동 천도교대강당에서 반탁독립투쟁위원회 주최 '반탁독립궐기대회'가 이윤영의 사회로 개회되어 애국가 봉창, 순국선열에 대한 묵상이 끝난 다음 김준연의 개회사에 이어 趙素昻 학생단체 대표 宋元英 청년단체 대표 등의 강연, 김구의 훈화가 있은 다음 朴允進의 선언문낭독, 朴鍾孝의 결의문낭독, 金興坤의 연합국에 보내는 글월이 끝난 다음 만세 삼창으로 성황리에 동 4시 지나 폐회하였다.
- 결의문 (51단체)
  - 우리는 남북통일된 독립의 국가를 완성하기 위하여 현단계에 적합한 과도적 독립정부를 서울에 수립케 할 것
- 결의문 (반탁투쟁위원회)
  - 우리는 신탁통치내용의 여하와 기간의 장단을 불문하고 이를 결사반대할 것을 결의함
  - 우리는 신탁통치를 원조하기로 예비하는 괴뢰 임시정부의 수립을 결사 반대할 것을 결의함
  - 우리는 조선의 탁치문제가 해소되고 완전한 자주독립이 달성될 때까지 결사투쟁할 것을 결의함

1947년 2월 17일 반탁독립투쟁위원회는 미군정 당국의 찬탁자 옹호에 대해 다음과 같은 경고성명을 발표하였다. "1) 미군정 당국은 작년 12월 24일부 미소간에 교환된 서한으로 재연된 반탁운동을 곡해 중상하며 찬탁진영을 옹호 조장한 결과 작년 10·1폭동사건을 능가하는 대규모의 폭동계획이 진행되고 있다. 이 폭동계획의 실천은 2월 16일 高陽郡 元堂面에서 시작되었으니 이 사건의 책임은 군정당국이 모른체 할 수 없을 것이다. 1) 만일 미군정 당국이 금반 사건을 기회로 그 사건 배후의 선동자를 일망타진하고 발본색원적 대책을 강구하지 않는다면 미구에 남조선은 미증유의 혼란과 살육행위가 야기될 것이니 철저 주밀한 조치가 강구되기를 기대하여 마지않는 바이다."
1947년 2월 21일 반탁독립투쟁위원회는 남북통일 촉진에 대해 성명서를 발표하였다.
1947년 2월 21일 반탁독립투쟁위원회는 토지개혁문제에 대해 견해를 발표하였다.
1947년 2월 23일 반탁독립투쟁위원회는 토지개혁과 3·1절 기념에 대해 담화를 발표하였다.
1947년 2월 24일 반탁독립투쟁위원회는 이승만의 중국방문에 대해 담화를 발표하였다.
1947년 2월 28일 반탁독립투쟁위원회 위원장 김구는 3·1절을 맞아 정치적 소견을 피력하였다.
"(생략) 목전의 조국정세를 살피건대 불리한 반면이 있는 동시에 유리한 정면도 있는 것을 인식할 수 있다. 다만 우리의 要는 反面을 극복하고 正面을 發揚 확대함에 있는 것이다. 그러면 무엇을 가리키어 유리한 정면이라 하는가 두세가지 예를 들어 보기로 하자. 첫째는 남북을 통하여 우리 3천만 동포는 역사적 사실보다도 현실적 체험에서 자주독립에 대한 신념과 희망이 확고해 지면서 이것을 위하여 더욱 분투하는 것이다. 이 근본문제가 해결되지 못하는 한 생활문제 정치문제 등의 해결을 꿈꾸는 것은 奢望과 徒勞에 불과하리라는 것을 그들은 벌써 명백히 인식하고 있다. 둘째는 이 세계에 우리의 친우는 많이 있으되 과거의 왜적과 같은 구수가 없이 된 것이다. 우리의 친우가 많으므로 그들은 우리의 독립을 호의로써 원조하려고 하는 것이다. 그러한 까닭에 그 호의가 호의로써 접수되지 못할 때는 얼마든지 개선하기에 노력하는 것이다. 최근에 미국 국무원에서 우리문제를 좀더 신중히 검토하기 위하여 하지중장을 워싱턴으로 소환한 것도 그 호의의 표현이다. 어찌 미국만이 우리에게 호의를 가지고 있으랴 우리의 맹국은 다 그러할 것이다. 소련도 우리 문제를 해결하는 데 반드시 우리의 민의를 존중할 것이다. 셋째는 이승만을 비롯한 재외동포들의 혁혁한 활동이다. 물론 워싱턴에 있는 李承晩 任永信 金龍中 등 제선생과 남경에 있어 朴贊翊을 수뇌로 한 우리 임시정부 駐華대표단과 또 최근 런던에 도착한 朴炳稷 등의 활동이 즉시에 우리가 소원하는 독립을 성공할 수는 없는 것이다. 그들의 불면불휴의 노력으로 인하여 동맹국 정부당국과 또 그 인민들은 한국문제를 더욱 당연하게 이해할 수 있는 동시에 우리에게 대한 동정적 여론을 환기할 것이다.

소련에도 우리의 대표를 보내야 한다. 그러면 이로 인하여 한국문제는 정당한 解決途經으로 도입될 수 있는 것이다. 무릇 정당한 국제정세는 追隨하고 협조함이 당연한 것이지만 비록 호의를 가진 맹국이라 할지라도 우리 사정을 모르는 탓으로 우리 문제를 정당히 결정하지 못할 경우에는 우리가 맹목적으로 추수하는 것보다 도리어 성의와 우의로써 그 오류를 지적하는 것을 맹국도 환영할 것이다. 그것은 그들의 본의가 成見을 고집하자는 데 있지 아니하고 한국문제를 한국인민이 원하는대로 진지하게 원조하자는 데 있는 까닭이다. 그러므로 우리의 독립운동은 언제든지 국제간에서 동정과 원조를 얻는 것이다. 반탁운동도 독립운동이다. (생략)"
1947년 3월 14일 독촉국민회·반탁투위는 미국무장관보 힐드링의 연설에 대해 다음과 같은 공동성명을 발표하였다. "미국무장관보 존. H. 힐드링씨가 10일 디트로이트에서 행한 연설내용은 조선의 실정을 가장 정확하게 파악하고 있으며 조선민족의 심리를 가장 잘 이해하고 있는 것으로 생각되나 동씨가 조선의 탁치를 시인하고 있는 한 莫府결정의 정신에서 일보도 진전하지 못하였다고 할 수밖에 없다. 연합국은 연합국이 원하는 바 아세아의 안정과 평화와 무역의 번창은 오직 약소국가로 하여금 즉시 자주독립을 실현케 하는 이외에 방도가 없다는 것을 알아야 할 것이며 금일 조선민족의 유일한 염원은 조선을 일제로부터 해방시켜 준 해방자로부터 새로운 해방을 기다리는 것 밖에 없다는 것을 알아야 할 것이다."
1947년 3월 17일 반탁독립투쟁위원회는 미국 트루먼 대통령의 希·土원조연설에 대하여 미대통령에게 다음과 같은 메시지를 발송하였다. "금반 각하가 상하양원연합회의에서 행한 希·土원조연설은 새로운 침략의 공포에 떨고 있는 세계약소민족에게 안전감을 주는 동시에 전세계가 기대하였던 바 미국의 세계정책을 명확히 선명한 것으로 希·土兩國과 같은 환경에서 시련을 받고 있는 조선민족으로서는 절대 지지하는 바이며 조선에 대하여서도 동일한 조치가 급속히 강구되기를 희망하여 마지않는 바입니다."
1947년 4월 7일 반탁독립투쟁위원회는 이승만과 하지의 귀환에 대해 다음과 같은 성명서를 발표하였다. "1) 이승만 박사 체미중의 외교활동은 조국광복과 민족해방에 큰 성과를 거두었으며 금후 추진이 예상되는 미국의 대조선정책결정에도 적지 않은 공헌이 있었다고 보아야 할 것이다. 2) 미본국에 귀환하여 한국의 독립과 경제원조를 위하여 많은 노력을 하다가 귀임한 하지중장의 勞를 謝하는 동시에 금후 동 중장의 취할 바 신정책에 대하여 기대하며 그 귀임을 환영하는 바이다."

#### 제2차 미소공동위원회 당시 (1947)
1947년 5월 21일 제2차 미소공동위원회가 개최되었다.
1947년 5월 23일 반탁독립투쟁위원회는 제6회 중앙집행위원회를 개최하고 금번 미소공위에 대한 태도를 결정하는 동시에 아래와 같은 결의서를 작성하여 이승만, 김구, 吳世昌을 비롯하여 반탁진영 산하단체 전부가 서명 날인한 것을 미소공동위원회에 전달하기로 하였다.
美蘇共同委員會에 보내는 서한
귀 공동위원회에 대한 한인 절대다수의 협조 여하는 종래 착잡한 논쟁이 되어 오고 또한 되어있는 어구에 대한 명확하고 만족한 애석 여부에 달려있습니다. 우리가 말하고자 하는 어구는
1) 모스크바會議의 코뮈니케 제3절에 포함된 한국에 대한 4개국 탁치라는 것과
2) 그 코뮈니케 중에 있는 민주주의원칙에 의하여 이 나라의 발전을 준비한다는 어구이다. 무엇보다도 이 두 원칙을 수락하는 것이 귀위원회와 협의하기 위하여 한인에게 부과된 필요조건이 되어 있습니다. 우리는 일층더 분명히 규정함이 없다면 이 두 원칙을 수락할 수 없습니다. 신탁은 한국정부에 대한 원조만을 의미하는 것이라고 해석하고 또는 이와 반대로 한인의 주권 위에 임하는 보호를 의미하는 것이라는 등등의 각종의 해석이 있어 왔습니다. 민주주의의 개념도 미국과 소련의 용도에 대단한 차이가 있습니다. 미국에서 사용되고 있는 민주주의는 자유스럽고 공정한 선거로 결정된 다수파의 지배를 의미하되 소수파에도 언론자유와 반대의 권리를 인정하는 것이 분명합니다. 소련식 민주주의는 그 결과에 있어서 특정계급에 한하여 정치적 권리를 인정하고 기존정권에 대한 비판과 반대의 권리를 인정치 않는 것을 의미합니다. 우리는 오랫동안 외국정치에 신음하여 왔으며 또 금후 국제사회 생활에 있어서 자유스럽고 주권을 가진 국민으로서 권리를 행사하기를 갈망하는 한인인만큼 우리의 자유를 손상하는 신탁은 수락할 수 없습니다. 우리는 여하한 형식의 공동감시하에서 행하게 되든지 자유공평한 선거에 의하여 정부를 수립한 이상에는 완전한 독립에 대한 자연하고도 역사적인 우리의 권리를 요구하는 바입니다. 한국을 실력으로 해방한 연합국이 그러한 국민으로서의 우리 주권을 훼상치 않고 우리를 원조한다면 우리는 이것은 적국통치에 오랫동안 예속되었던 국가에 대한 연합국의 관심의 발로라고 인정할 것입니다. 그러나 우리의 주권과 관련된 신탁의 의도를 먼저 명백히 하지 않는다면 우리는 그 委員會에 관여할 수 없습니다.
어떤 민족을 물론하고 장구한 세기에 독립역사를 가진 자존심있는 국민이라면 외국의 계속적 지배를 자진하여 받기를 원할 수는 없을 것입니다.

우리는 귀위원회가 우리나라에 불행하게도 분할된 두 지대를 통합하고 한인자신이 원하는 자유독립정부 수립의 기회를 우리에게 허여할 방도를 발견하실 것을 확신합니다. 이러한 과업에 있어서 우리 주권이 외국의 간섭에 의하여 침범되지 아니하고 우리의 민주주의가 국민 대다수를 정당히 대표하는 동시에 소수파의 자유를 보장하는 것이 된다면 우리는 한인최대의 조력을 不惜할 것입니다. 이와같이 하여서만 한국은 모든 자유민족의 일원으로서 정당한 지위를 획득할 수 있을 것입니다.
1947년 5월 24일 반탁독립투쟁위원회는 미소공위에 탁치와 민주원칙에 대한 해석을 요망하였다.
1947년 6월 24일 반탁독립투쟁위원회는 반탁데모에 관해 담화를 발표하였다.
1947년 7월 4일 오후2시 반투위원회 회의실에서 반탁독립투쟁위원회를 중심으로 88개의 단체가 하지 중장 서한문제에 관한 정책을 협의하기 위하여  연합회의를 개최하고 姜仁澤 사회하에 진지한 토의를 거듭했는데 끝으로 하지 중장 서한의 진상을 구명함과 아울러 23일 사건에 대한 브라운 소장의 발표에 대하여 교섭할 것이란 결의 제1호와 보선법에 의하여 총선거를 행할 것 등 제2호 결의와 《노력인민》 폐간 요청에 관한 결의 제3호 安民政長官의 체포령문제에 관한 결의 제4호를 결정하고 이상 2·3·4 제결의를 실행하기 위하여 각각 5명 및 9명을 선정하고 동 6시에 폐회하였다.
1947년 8월 14일 미소공위 소련측 수석대표 쉬티코프 중장은 반탁진영의 협의에 관하여 특별성명을 발표, 반탁투쟁위원회와 이에 가맹한 정당단체는 단순히 모스크바 결정과 미소공위사업을 반대 투쟁하기 위한 단체라는 견해를 재천명하였다.
1947년 8월 16일 미소공동위원회 미국측 수석대표 브라운 소장은 남조선과도정부 공보부를 통하여 소련측의 주장을 반박하였다. "제1로 미국측 위원은 다만 반탁투쟁위원회에 가맹하였다는 것이 어떠한 단체를 협의대상이 되는 권리를 부정하는 근거가 된다고 양보할 수는 없다. 제2로 미국측 위원이 판단할 수 있는 범위내로서 24단체 중 다만 9단체만이 일시 반탁투쟁위원회에 가맹하였었다. 적어도 소련측은 그 단체들을 제외한 이유진술을 거부하였다. 소련측이 작성하여 제출한 명부중에는 일시 반탁투쟁위원회에 가맹하였다고 보고된 모모 정당 및 사회단체를 확실히 기입하였다. 소련측은 일찌기 반탁투쟁위원회에 가맹하였던 어떠한 단체와는 협의하기를 원하고 동시에 반탁위원회에 가맹하였던 일이 있다고 보고된 다른 단체와는 협의를 거부하는 이유를 설명치 않았다." "만일 우익의 임의로 제외를 당한다면 적당한 균형은 극좌도 임의로 제외함으로만 복구될 것이다. 이 양 극단이 제외된다 하면 조선민족에 제일 큰 2대부분은 협의에서 하등의 발언도 없을 것이다."
1947년 9월 20일 반탁투쟁위원회와 독촉국민회는, 재미 조선사정협회회장 김용중(金龍中)은 민족반역자라고 비난하는 동시 UN 참가 대표로는 林炳稷·任永信 양씨로 결정하였다고 강조하였다.
1947년 11월 3일 독촉국민회 등 15정당단체는 지난 9월 25일 남조선과도정부정무위원회(南朝鮮過渡政府政務委員會)에서 결의 서명한 소위 남한 현정정에 대처할 조처요강중의 수조항은 민족적 정신에 배치되는 중대문제로서 간과할 수 없다 하여 결의안을 안민정장관에게 제출하였으며, 반탁독립투쟁위원회는 다음과 같은 결의와 태도를 발표하였다. "우리 민족의 일관한 반탁독립투쟁이 성공되어 드디어 세계공론까지도 탁치 없는 독립을 승인하려고 하는 차제에 군정을 자주정부시하고 주권을 미군사령관이 장악행사하기를 요망한 역천반족적(逆天反族的) 결정은 을사보호조약 이상의 매국적 행위이다. 전민족의 흥분이 구체화하기 전에 이 매국결정에 참여할 자는 민족양심의 자기비판 밑에서 인책하고 사죄하여야 할 것이다."

#### 제헌 국회의원 선거 당시 (1947~1948)
1947년 11월 19일 반탁독립투쟁위원회는 유엔조선위원회 설치안 가결에 대해 다음과 같은 성명을 발표하였다. "조선독립해결안이 유엔 총회에서 43 대 0으로 결정된 것은 거족적으로 감사한다. 전민족의 의사대로 총선거를 하여 정부를 수립하고 이어서 미소양군이 철퇴한다는 것이 가장 정당하고 절차있는 조치라 크게 환영하고 지지한다."
1948년 3월 18일 서재필의 선거반대의사 표명에 대해 반탁독립투쟁위원회는 다음과 같은 발표를 하였다. "총선거를 반대하는 암시를 하는 자가 미군정의 관리중에 한 사람이라도 있다는 것은 유감이다. 미국은 조선독립과 자주정부수립을 도우려고 총선거를 지지하는 우방인데 그러한 자가 미군관리중에 있다면 미국정부에 대한 반동이라고 할 것이다."

### 해체 (1949)
반탁독립투쟁위원회는 대한민국 정부 수립 후 1949년 등록 취소되었다.
1949년 12월 26일 이철원 공보처장은 법령 제55호 정당에 관한 규칙에 의해서 다음의 29개 단체의 등록을 취소하였다고 한다. 이는 동 법령 제2조 정당관리규정 (가)항 ‘각 정당 본부가 新주소의 등록 없이 본부 혹은 지부의 본 사무소를 이전하는 경우에는 공보처장은 該정당의 해체를 명할 수 있음’이라는 조항을 적용한 것인데, 과반 124개 단체에 대한 등록취소 후 제2차의 정리로서 11월 17일부로 變更屆 제출을 최후적으로 최촉(催促)한 후 실지조사를 행한 결과 실재치 아니한 단체임이 판명된 때문이라고 한다.
조선건국청년회·민중당·한국농민총연맹·천도교보국당·戰災同胞總同盟·東方文化協進會·독립운동자동맹·조선문화복장연구회·조선사진동맹·조선건축기술협회·南朝鮮農民社本部·동방청년회·대동청년단·이북학생총연맹·육해군출신청년의용단·사단법인조선민족청년단·조선연극협회·전국통일학생총연맹·조선방직기술협회·史譚普及會·조선대중당·전국불교도총연맹·반탁독립투쟁위원회·후생협회·기미독립선언기념회·한국민족대표자대회·전국학생총연맹·革新探偵社·檀族統一黨